# Albert Kasch (Volkswirt)
Albert Kasch (* 2. Oktober 1890 in Zarrentin; † 1956) war ein deutscher Volkswirt und Autor.
Kasch war Sohn des Hofbesitzers Martin Kasch, der bereits vor dem Ausbildungsende seines Sohnes verstorben war, und dessen Frau Katharina, geb. Meier. Nach dem Besuch und Abschluss des Gymnasiums in Demmin 1909 begann Albert sein Studium in Göttingen, wo er, genau wie später in Halle, Chemie studierte. Auch in München, wo er sich in die Volkswirtschaftslehre einschrieb, und in Berlin blieb er je ein Semester, bevor er dann für fünf Semester erneut in Halle studierte, um dann in Jena am 28. Juni 1919 bei Julius Pierstorff sein Rigorosum in Volkswirtschaft zu machen. Die Zeitspanne von Beginn bis zum Ende des Studiums, das mit 10 Semestern, aber auch mit zehn Jahren angegeben ist, lässt vermuten, dass Kasch in der Zeit Kriegsdienst geleistet hat.
Nach dem Studium blieb Albert Kasch in Jena und trat in die Öffentliche Verwaltung ein.